# Cuonzo
Il cuonzo è un'attrezzatura per la pesca commerciale, particolarmente adoperata per la pesca del pesce spada e del tonno.

## Descrizione
Si tratta di un tipo di palamito che consiste di una lenza madre di nylon lunga fino a 2 kilometri sulla quale sono fissati dei braccioli zavorrati alla distanza di diversi metri uno dall'altro. Questi braccioli, lunghi da 1 a 6 metri, terminano in un grosso amo innescato con pesci azzurri (per la pesca del pesce spada, in genere sgombri o sarde) o molluschi.
Ad ogni bracciolo è attaccato un galleggiante. Mentre un'estremità del cuonzo è attaccata alla barca o alla riva, l'altra estremità termina in una specie di boa che viene lasciata libera alla corrente, per cui tutto il sistema risulta essere teso sufficientemente.